# Heinri Mederow
Heinri Mederow   (Königs Wusterhausen, 20 de setembre de 1945) és un remer alemany, ja retirat, que va competir sota bandera de la República Democràtica Alemanya durant la dècada de 1970.
El 1972 va prendre part en els Jocs Olímpics d'Estiu de Munic, on guanyà la medalla de bronze en la prova del vuit amb timoner del programa de rem.
En el seu palmarès també destaca una medalla d'or al Campionat d'Europa de rem de 1973 i un campionat nacional.